# 四條漢子
四條漢子，是魯迅在《答徐懋庸並關於抗日統一戰線問題》一文中，用來指陽翰笙、田漢、夏衍、周揚四人的用词。在「文化大革命」期間，周揚成為「文藝黑線祖師爺」時，被宣傳為「魯迅怒斥四條漢子」而成為「四條漢子圍攻魯迅」的「罪惡行動」。文革後此詞很少使用。

## 來源
周揚按照王明的意思確定了“國防文學”的口號，但魯迅支持胡風提出的“民族革命戰爭的大眾文學”的口號，由此引發了“左聯”內部關於“兩個口號”的一場論戰。
1934年10月的一天，作為「文委」成員的「四條漢子」在上海內山書店與魯迅見面。田漢提出：「胡風這個人靠不住，政治上有問題。」引起魯迅不滿。後來魯迅在《答徐懋庸並關於抗日統一戰線問題》中描寫：
|  | 去年的有一天，一位名人約我談話了，到得那裡，卻見駛來了一輛汽車，從中跳出四條漢子：田漢，周起應（注：即周揚），還有另兩個，一律洋服，態度軒昂，說是特來通知我：胡風乃是內奸，官方派來的。我問憑據，則說是得自轉向以後的穆木天口中。轉向者的言談，到左聯就奉為聖旨，這真使我口呆目瞪。再經幾度問答之後，我的回答是：證據薄弱之極，我不相信！當時自然不歡而散，但後來也不再聽人說胡風是「內奸」了。 |

從此可以看出魯迅的不滿和嘲諷。